# 笠原 (宮代町)
笠原（かさはら）は、埼玉県南埼玉郡宮代町の町名。現行行政地名は百間一丁目から二丁目、住居表示実施地区。郵便番号は345-0822。

## 地理
埼玉県の東部地域で宮代町の概ね中央部に位置する地区である。宮代、字百間、本田、中央と隣接している。また、南側では対角線上に道佛（道仏）が位置する。
地内は東武動物公園駅前の住宅地となっている。
地区の南端を須賀用水が流れている。また、須賀用水沿いに桜並木がある。

### 地価
住宅地の地価は、2024年（令和6年）1月1日の公示地価によれば、笠原二丁目6番19号の地点で7万1,100円/m2となっている。

## 歴史
- 1983年（昭和58年）11月1日 - 住居表示が実施され、字百間の一部から笠原一丁目・二丁目が成立[6]。
- 1996年（平成8年）4月 - 町民参加方式によって建設された公衆トイレが地内の「コミュニティセンター進修館」前の広場（現、スキップ広場）に完成、公募により「四季楽」と名付けられた[7]。
- 2005年（平成17年）2月14日 - 地内に宮代町役場の新庁舎が完成し、移転する。
- 2008年（平成20年）
  - 7月 - 地内の「コミュニティセンター進修館」隣接地の宮代町役場旧庁舎跡地に「進修館四季の丘」がオープンする[8]。設計は象設計集団による[9]。
  - 12月 - 地内の町役場隣接地に「スキップ広場」が完成する[8]。設計は象設計集団による。

## 世帯数と人口
2020年（令和2年）10月時点での世帯数と人口は以下の通りである。
| 丁目       | 世帯数  | 人口  |
| ---------- | ------- | ----- |
| 笠原一丁目 | 164世帯 | 328人 |
| 笠原二丁目 | 170世帯 | 365人 |
| 計         | 334世帯 | 693人 |

## 小・中学校の学区
町立小・中学校に通う場合、学区は以下の通りとなる。
| 丁目       | 番地 | 小学校             | 中学校             |
| ---------- | ---- | ------------------ | ------------------ |
| 笠原一丁目 | 全域 | 宮代町立笠原小学校 | 宮代町立百間中学校 |
| 笠原二丁目 | 全域 | 宮代町立笠原小学校 | 宮代町立百間中学校 |

## 交通
地内に鉄道は敷設されていない。最寄り駅は東武伊勢崎線（東武スカイツリーライン）東武動物公園駅となる。

### 道路
- 埼玉県道85号春日部久喜線

## 施設
- 宮代町役場 - 今時としては珍しい木造庁舎である。国内最大級の木造庁舎である。
- コミュニティセンター進修館 - 1980年（昭和55年）7月に開館。
  - 進修館の北側に隣接する広場の「進修館四季の丘」は南側の一部が笠原の区域に掛かる。
- スキップ広場（公園）
  - 四季楽[7] - 公衆トイレ。国際トイレシンポジウム96で「全国グッドトイレ10」に選出され、全国の行政などから注目される。
  - こどものむら駅 - 東武鉄道B4形蒸気機関車が静態保存されている。
  - コミュニティ広場

※ 宮代町立笠原小学校は字百間に所在する。